# Противогаз Зелинского — Кумманта

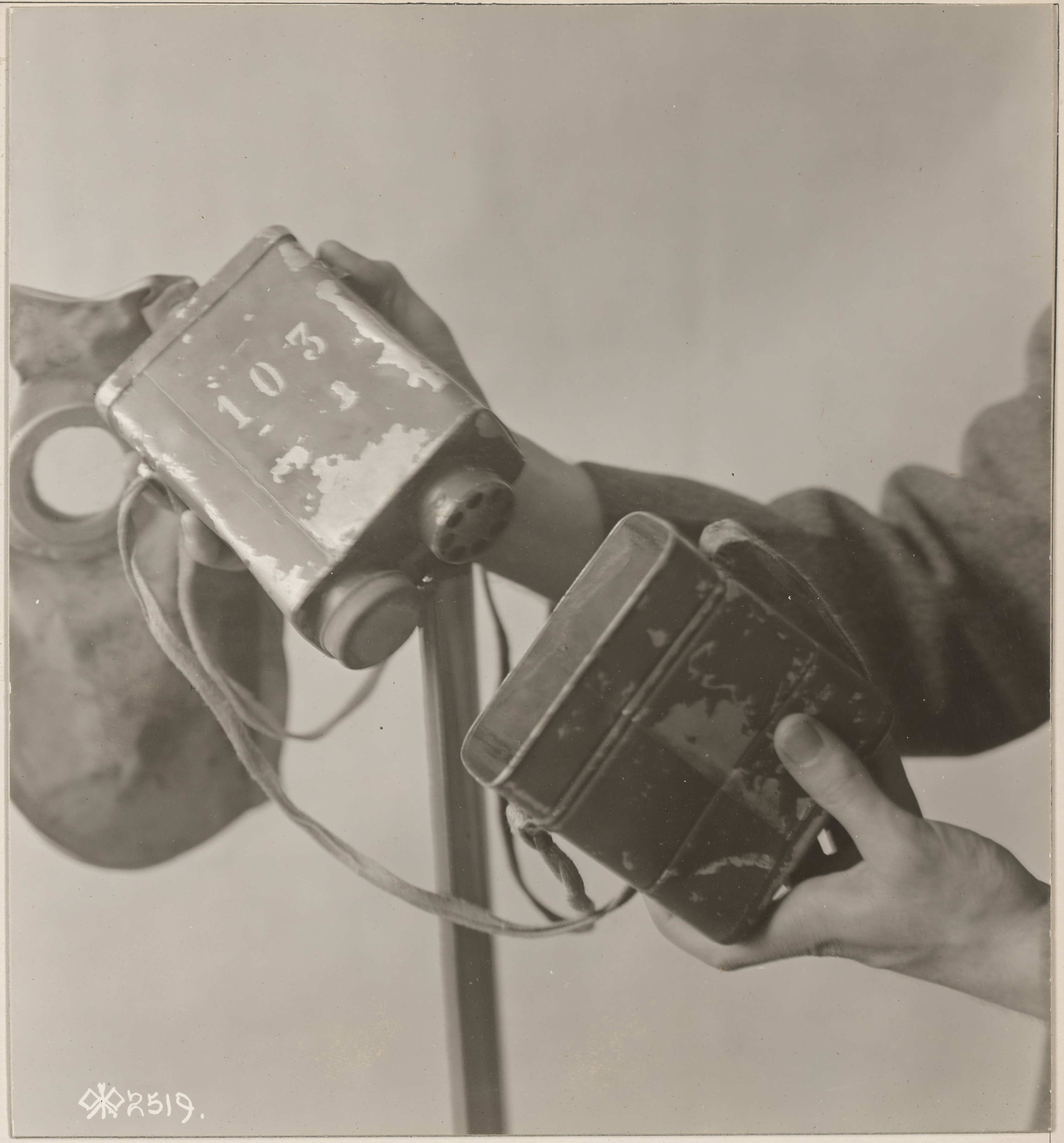
Противогаз Зелинского — Кумманта

Противога́з Зели́нского — Кумманта — как утверждают некоторые авторы первый в мире противогаз, обладающий способностью поглощать широкую гамму боевых отравляющих веществ (БОВ), разработанный в 1915 году российским учёным-химиком Николаем Дмитриевичем Зелинским и технологом завода «Треугольник» М. И. Куммантом.

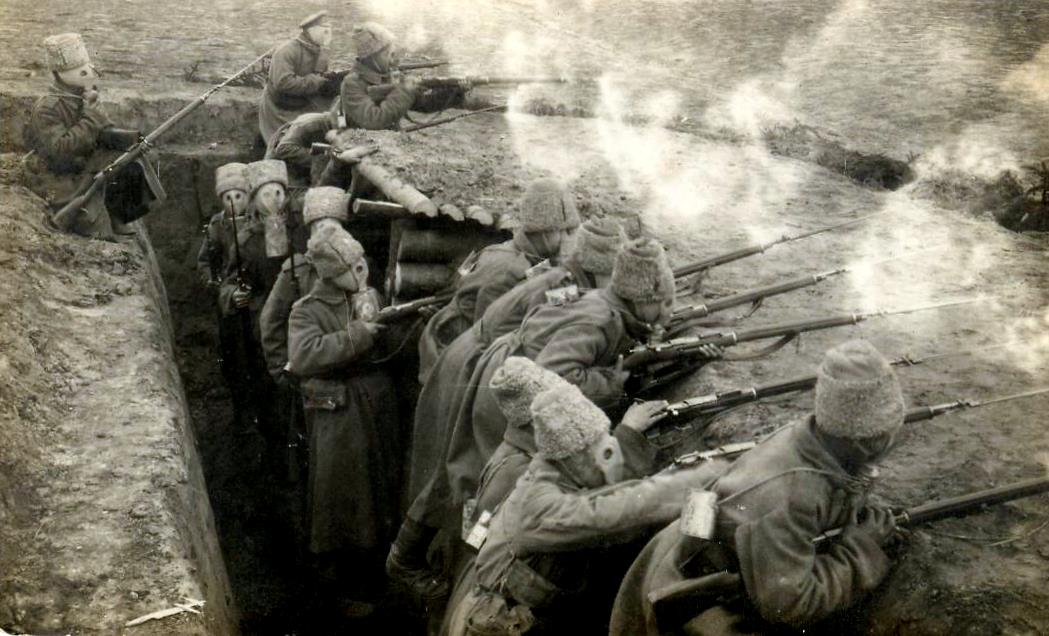
Солдаты 267-го пехотного Духовщинского полка Русской императорской армии в противогазах Зелинского — Кумманта, 1916

Солдаты чешского легиона Русской императорской армии в противогазах Зелинского — Кумманта, 1916—1917

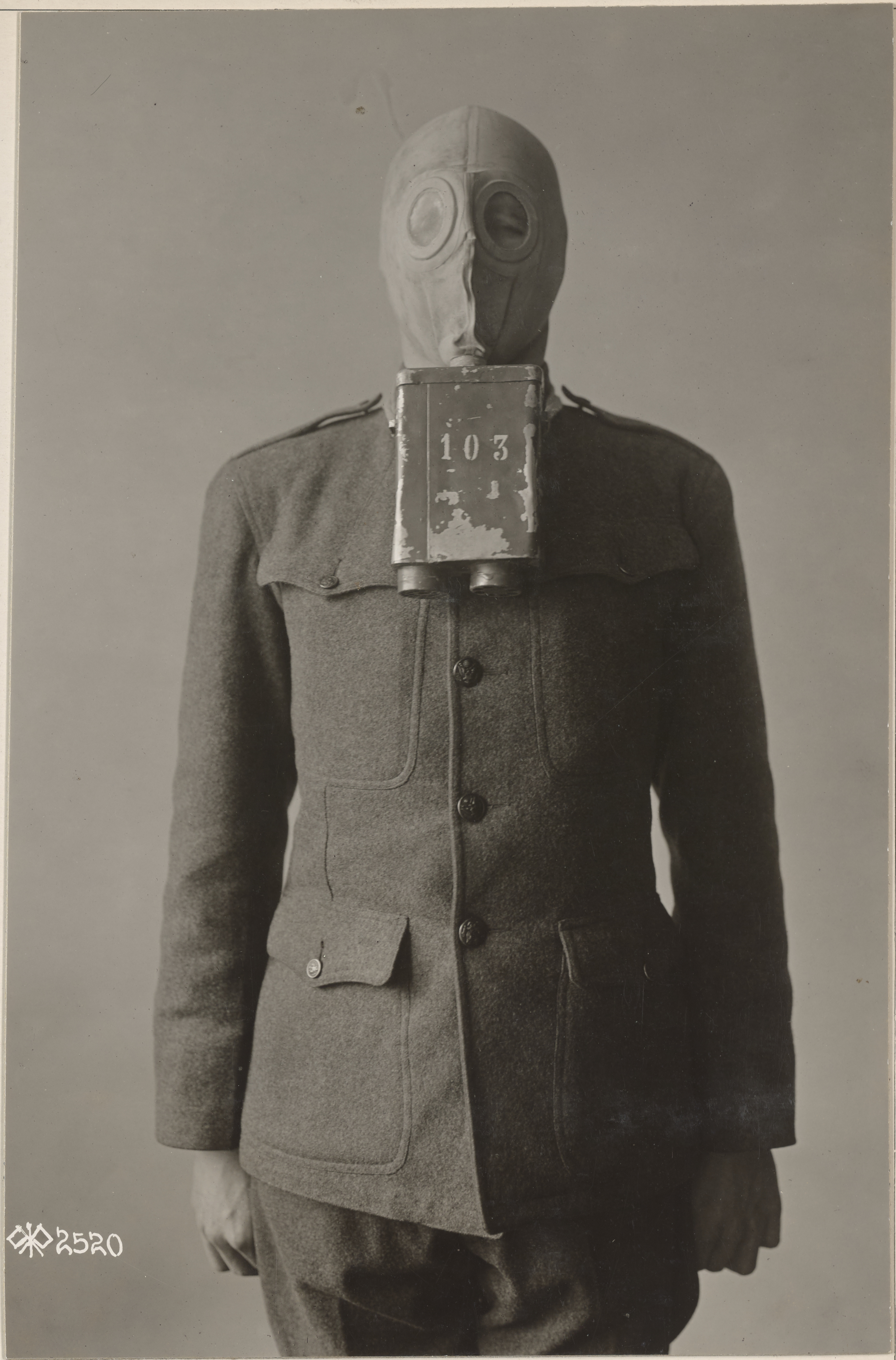
Солдат в противогазе, фото Военного колледжа Армии США

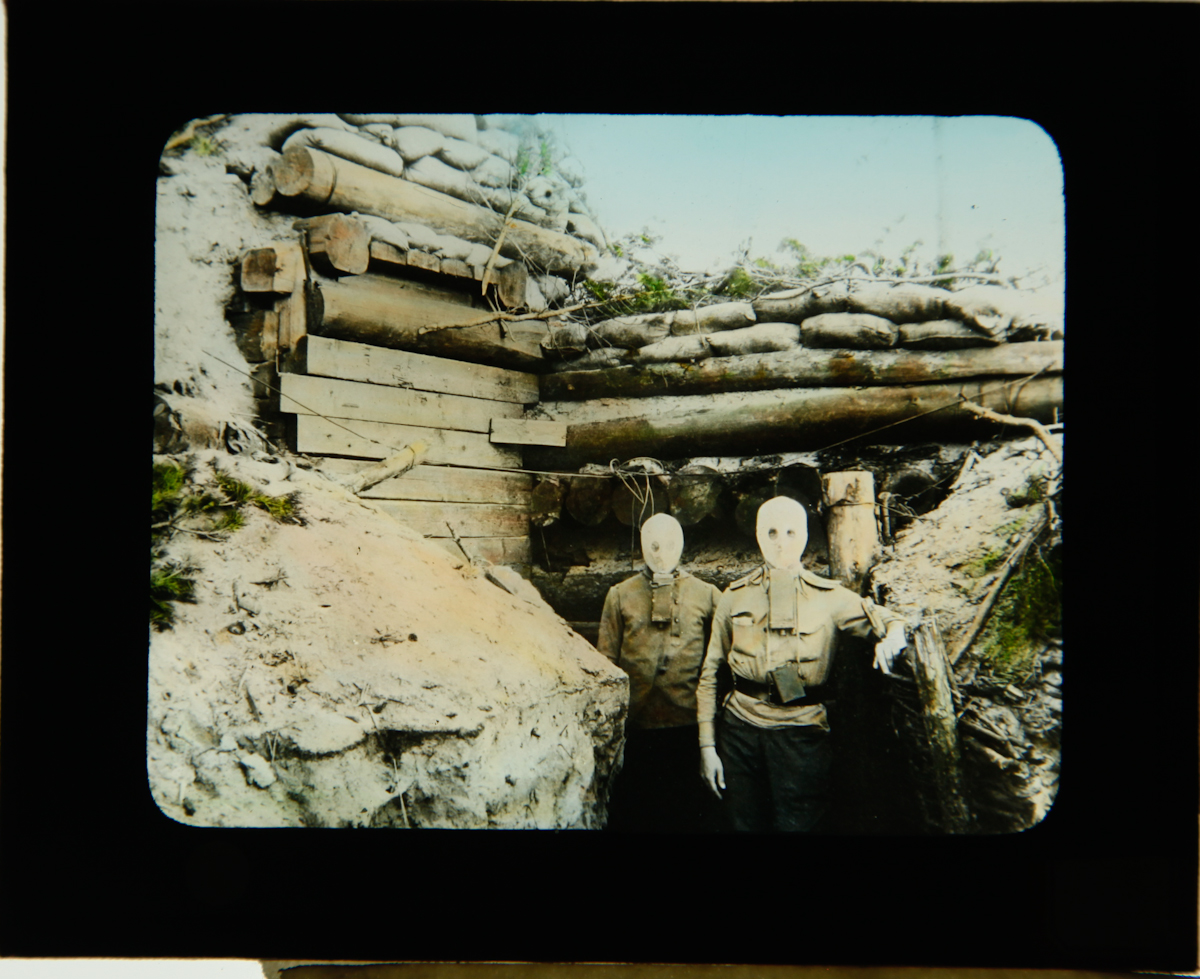
Русские солдаты в противогазах Зелинского — Кумманта, снятые американским фотографом, 1917

Позже конструкция противогаза Зелинского — Кумманта была усовершенствована И. Д. Аваловым и поставлена в массовое производство (для армии было заказано около 1 млн экземпляров). После начала использования данной модели противогаза подразделениями Русской императорской армии, участвовавшими в Первой мировой войне (1914—1918), людские потери от газов противника резко снизились.

## История

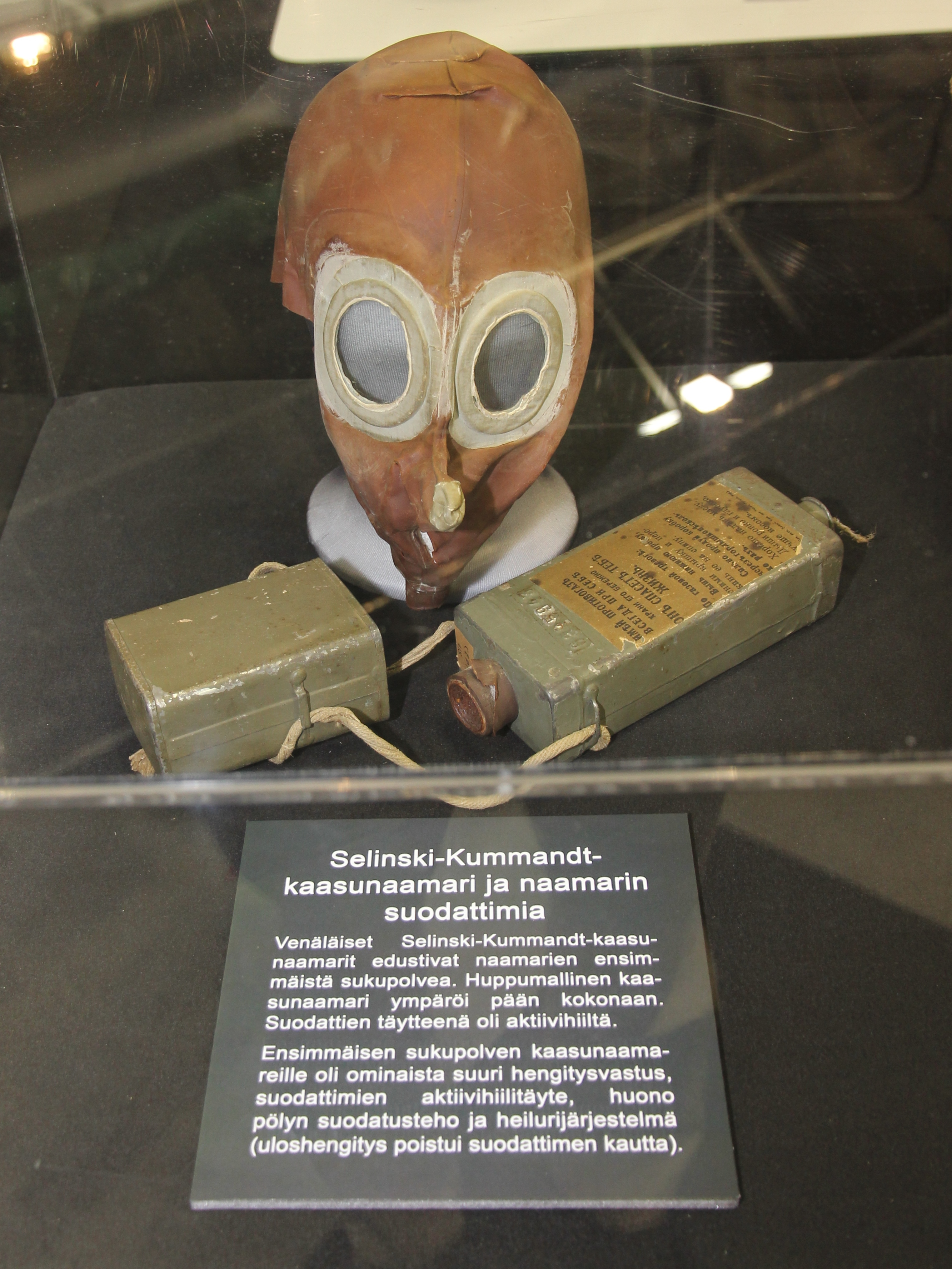
Сохранившийся в финском музее образец противогаза

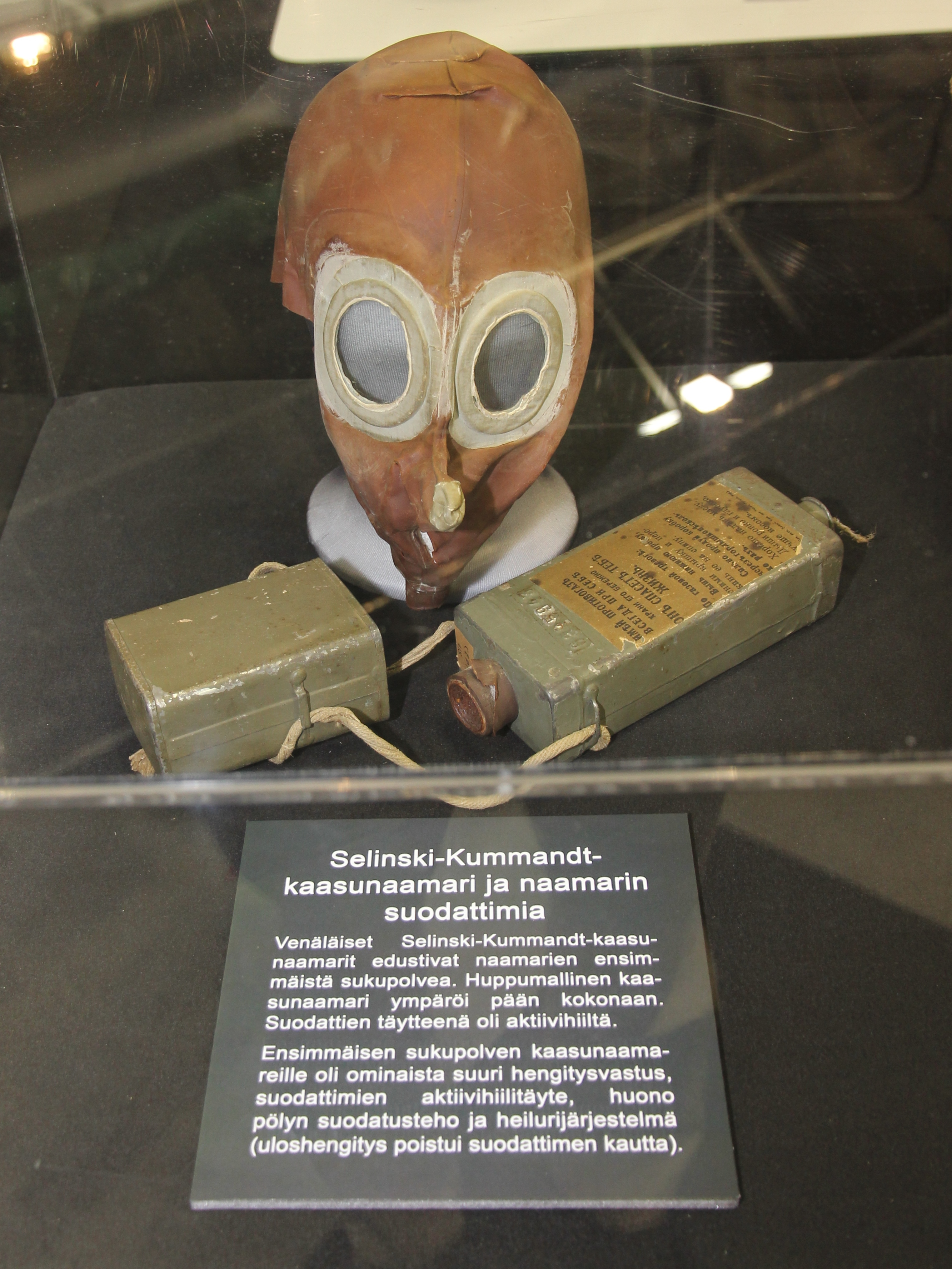
Сохранившийся в финском музее образец противогаза

Первые зафиксированные в научной литературе случаи использования фильтрующих средств индивидуальной защиты органов дыхания от токсичных газов, очищавших воздух активированным углём, относятся к середине 19-го века.
«Влажные маски» (повязки, пропитанные раствором гипосульфита, фенолята натрия, уротропина и т. п.) основывались на химическом связывании отравляющих веществ и широко применялись на фронтах Первой мировой войны.
Однако, помимо очевидных сложностей с использованием в боевых условиях, даже при использовании «универсальной пропитки» они помогали лишь от узкого спектра газов (коих уже к 1915 году использовалось несколько десятков).
Поэтому химики воюющих сторон активно искали неспецифические адсорбенты, обладающие наибольшей поглощающей способностью.
Немцы использовали кизельгур с пемзой, специалисты из Горного института — смесь гашеной извести с едким натром (натронную известь).
После многочисленных экспериментов Николай Дмитриевич Зелинский предложил использовать активированный берёзовый или липовый уголь.
Уже летом 1916 года было окурено несколько сот тысяч солдат, а всего армия получила 5 030 660 противогазов, и с весны 1917 года в боевых частях действующей армии других противогазов не было. Но войска продолжали нести значительные потери от химического оружия: части на передовой получали противогазы без запаса, а затем, при замене убитых и раненых пополнением, вновь прибывшие в часть оказывались не обеспеченными СИЗОД.

## Недостатки
Активированный уголь в фильтре прекрасно поглощал хлор — при относительно невысокой концентрации (когда его выпускали на противника из баллонов, в начале применения химического оружия). Позднее для химических атак стали применяться снаряды и мины; и их снаряжали фосгеном, синильной кислотой, и другими токсичными веществами. Это повысило концентрацию токсичных веществ, изменило их химический состав; и оказалось, что в новых условиях один лишь активированный уголь не позволяет обеспечить необходимую длительность защиты. Например, при концентрации фосгена 1 % фильтры начинали пропускать его менее чем через 6 минут — в то время как английский фильтр (с добавкой натристой извести с перманганатом калия, помимо активированного угля) мог поглотить в 5 раз больше фосгена. Аналогично, при концентрации синильной кислоты 0,1 % срок службы фильтров Зелинского с одним лишь активированным углём был 9 минут, а при добавке химического поглотителя (как в английском фильтре) — 1 час 5 минут. Английские, французские, американские и немецкие противогазные фильтры в конце войны наполнялись как активированным углём, так и химическими поглотителями — но в России до самого конца войны продолжали верить в универсальность активированного угля, вопреки предложениям Противогазной Лаборатории Химического Комитета при Г.А.У.
В современных промышленных противогазах активированный уголь могут насыщать разными добавками, то есть — также используют добавки, химические вещества.
Также для химических атак стали использовать вещества в виде аерозолей — мелкодисперсной пыли и тумана. Маленькие частицы проходили между крупными кусками активированного угля (4-11 мм) практически беспрепятственно, а противоаэрозольных фильтров в коробках противогазов не было.
Другим недостатком противогазов было то, что в них было трудно дышать. Доходило до того, что некоторые солдаты снимали противогаз, и были случаи отравлений. А часть людей «выбывала из строя из-за одышки, сердцебиения, головокружения» — вплоть до потери сознания. Первоначально это приписывали повышенному сопротивлению дыхания. Соответственно, начали изменять конструкцию фильтра. Но даже при уменьшении количества поглотителя до такой малой величины, что срок службы оказывался недопустимо низким, проблему решить не удавалось. Затем замеры показали, что выдыхаемый воздух, с повышенной концентрацией углекислого газа и пониженной концентрацией кислорода (до 13 %), накапливается в маске и фильтре — и затем вдыхается повторно. В результате его концентрация во вдыхаемом воздухе могла достигать 5,5 % (для сравнения, предельно допустимая концентрация СО2: средняя за 8 часов — 0,5 % (среднесменная); средняя за 15 минут (максимально разовая) — 1,4 %; то есть 9 и 27 грамм на 1 куб. метр соответственно). После переделок противогаз снабдили клапанами выдоха и вдоха, и концентрация углекислого газа снизилась (до примерно 1,3-3,6 %, в зависимости от модели противогаза и вида деятельности). Однако и после переделок концентрация кислорода во вдыхаемом воздухе была пониженной, а углекислого газа — повышенной.
Испытания показали, что добиться герметичного крепления стёкол к маске удавалось не всегда.